# Plantens grundorganer
| Portal | Portal:Botanik |

Planter er opbygget over tre grundorganer: Rod, stængel og blad. Bladene kan udviklingsmæssigt betragtes som sammenvoksede skudsystemer, hvor bladribberne er rester af de oprindelige skudakser.
Blomsten betragtes ikke som et grundorgan, da den er bygget af omdannede blade. Blomster kan være regelmæssige, dvs at de har flere (ofte 3 eller 5) symmetriakser. De kan også være uregelmæssige (ofte med kun én symmetriakse) eller sammensatte i større stande. I visse tilfælde er blomsterne reducerede, sådan at flere af blomstens dele mangler (se f.eks. Græs-familien).
Vækstpunkterne er de steder i planten, hvor der sker nydannelse af celler – her foregår det i knopperne

## Grundorganernes funktioner

### Roden
- At fastholde planten i jorden
- At optage vand og opløste næringsstoffer
- At flytte vand og opløste stoffer op til de overjordiske dele af planten
- At flytte sukker fra de overjordiske dele videre ud til oplagring i cellerne
- At oplagre energi i form af stivelse

### Stænglen
- At bære plantens blade og blomster op i lyset
- At danne forbindelse mellem rod og blade
  - den opadgående transport af vand og opløste stoffer sker i vedkarrene
  - den nedadgående transport af sukker, hormoner, aminosyrer m.m. sker i sikarrene
- At oplagre energi i form af stivelse i knopper, stængel og rodhals

### Bladet
- At opfange sollys og omdanne det til kemisk energi (bindinger i sukkermolekylerne)
- At transportere overskud af sukker ind til stænglen (via sikar)
- At transportere vand og opløste stoffer ud til de aktive dele af bladet (via vedkar)
- At berøve konkurrenter lys ved at overskygge dem